# Jagakarsa (plaats)
Jagakarsa is een plaats (wijk) - (kelurahan) in het bestuurlijke gebied Jagakarsa, Jakarta Selatan (Zuid-Jakarta) in de provincie Jakarta, Indonesië. De plaats telt 69.715 inwoners (volkstelling 2010).